# Бондарчук Ігор Володимирович
Ігор Володимирович Бондарчук (нар. 22 листопада 1968, м. Житомир) — український юрист. З березня 2014 — заступник Міністра юстиції України.

## Освіта
У 1990 році закінчив Київське вище військово-морське політичне училище за спеціальністю військово-політична ВМФ (вчитель історії і суспільствознавства);
У 1992 році закінчив Дальносхідний державний університет за спеціальністю психологія (практичний психолог);
У 1996 році закінчив Українську академію державного управління при Президентові України за спеціальністю державне управління (магістр державного управління);
У 1998 році закінчив Київський університет імені Тараса Шевченка за спеціальністю правознавство (спеціаліст права);
У 2000 році отримав вчений ступінь кандидат наук з державного управління;
У 2005 році — доцент.

## Трудова діяльність
- Вересень 1992 — серпень 1993 — провідний інструктор управління організаційно-контрольної та кадрової роботи; головний спеціаліст секретаріату департаменту економічних реформ та регіональних програм міської державної адміністрації; завідувач секретаріату департаменту економічних реформ та регіональних програм міської державної адміністрації Київської міської державної адміністрації;
- Серпень 1993 — серпень 1994 — експерт-радник з питань розробки та реалізації програм економічної реформи; помічник заступника Міністра економіки України;
- Серпень 1994 — грудень 1997 — помічник голови, керівник служби голови Фонду — помічник голови; директор департаменту управління частками державного майна Фонду державного майна України;
- Грудень 1997 — травень 1998 — радник голови Державного комітету України з питань розвитку підприємництва;
- Травень 1998 — грудень 1999 — помічник прем'єр-міністра України;
- Лютий 2000 — червень 2001 — помічник першого віце-прем'єр-міністра України;
- Червень 2001 — грудень 2001 — заступник генерального директора ТОВ "Торговий дім «XIV»;
- Лютий — травень 2002 — заступник генерального директора ТОВ ВКФ «Метл»;
- Вересень 2002 — вересень 2003 — президент ТОВ "Юридична фірма «Бондарчук і Партнери»;
- Жовтень 2003 — вересень 2005 — заступник виконавчого секретаря; директор департаменту моніторингу та правозастосування Державної комісії з цінних паперів та фондового ринку;
- Вересень 2005 — січень 2007 — директор Державного департаменту у справах релігії (при Міністерстві юстиції України);
- Червень 2007 — січень 2011 — заступник начальника управління інвестиційної та інноваційної політики Секретаріату Кабінету Міністрів України;
- Січень — березень 2011 — завідувач сектору з питань трансферу технологій відділу з питань інноваційного та інвестиційного розвитку Управління гуманітарного та інноваційного розвитку Департаменту фахової експертизи Секретаріату Кабінету Міністрів України;
- Квітень 2011 — березень 2014 — юрист ТОВ "Юридична фірма «Бондарчук і Партнери».

## Нагороди та звання
Заслужений юрист України.